# 2016-os fedett pályás atlétikai világbajnokság
A 2016-os fedett pályás atlétikai világbajnokságot március 17. és március 20. között rendezték Portlandben, az Egyesült Államokban. A férfiaknál és a nőknél is 13-13 versenyszámot rendeztek.
A magyar csapatban Márton Anita súlylökésben ezüstérmet szerzett, ez az 1999-es világbajnokság óta az első magyar éremszerzés volt a fedett pályás világbajnokságokon. Márton az első sorozattól kezdve végig dobogós helyeken állt, minden dobása érvényes volt. Utolsó dobásával, mely fedett pályás országos csúcs volt, át is vette a vezetést, végül csak az amerikai Michelle Carter előzte meg.

## Éremtáblázat
(A táblázatban Magyarország és a rendező nemzet eltérő háttérszínnel kiemelve.)
| Helyezés | Nemzet             | Arany | Ezüst | Bronz | Összesen |
| 1.       | Egyesült Államok   | 13    | 6     | 4     | 23       |
| 2.       | Etiópia            | 2     | 2     | 1     | 5        |
| 3.       | Franciaország      | 1     | 1     | 2     | 4        |
| 4.       | Jamaica            | 1     | 1     | 1     | 3        |
| 5.       | Burundi            | 1     | 1     | 0     | 2        |
| 5.       | Csehország         | 1     | 1     | 0     | 2        |
| 5.       | Hollandia          | 1     | 1     | 0     | 2        |
| 8.       | Új-Zéland          | 1     | 0     | 2     | 3        |
| 9.       | Kína               | 1     | 0     | 1     | 2        |
| 10.      | Bahrein            | 1     | 0     | 0     | 1        |
| 10.      | Kanada             | 1     | 0     | 0     | 1        |
| 10.      | Olaszország        | 1     | 0     | 0     | 1        |
| 10.      | Venezuela          | 1     | 0     | 0     | 1        |
| 14.      | Németország        | 0     | 2     | 1     | 3        |
| 14.      | Ukrajna            | 0     | 2     | 1     | 3        |
| 16.      | Lengyelország      | 0     | 1     | 2     | 3        |
| 16.      | Nagy-Britannia     | 0     | 1     | 2     | 3        |
| 18.      | Románia            | 0     | 1     | 1     | 2        |
| 19.      | Ausztrália         | 0     | 1     | 0     | 1        |
| 19.      | Bahama-szigetek    | 0     | 1     | 0     | 1        |
| 19.      | Katar              | 0     | 1     | 0     | 1        |
| 19.      | Magyarország       | 0     | 1     | 0     | 1        |
| 19.      | Spanyolország      | 0     | 1     | 0     | 1        |
| 19.      | Szerbia            | 0     | 1     | 0     | 1        |
| 25.      | Görögország        | 0     | 0     | 2     | 2        |
| 25.      | Kenya              | 0     | 0     | 2     | 2        |
| 25.      | Trinidad és Tobago | 0     | 0     | 2     | 2        |
| 28.      | Barbados           | 0     | 0     | 1     | 1        |
| 28.      | Horvátország       | 0     | 0     | 1     | 1        |

## Érmesek
- WR – világrekord
- CR – világbajnoki rekord
- AR – kontinens rekord
- NR – országos rekord
- PB – egyéni rekord
- WL – az adott évben aktuálisan a világ legjobb eredménye
- SB – az adott évben aktuálisan az egyéni legjobb eredmény

### Férfi
| Versenyszám     | Arany                                                                                    | Arany        | Ezüst                                                                            | Ezüst        | Bronz                                                                                     | Bronz        |
| --------------- | ---------------------------------------------------------------------------------------- | ------------ | -------------------------------------------------------------------------------- | ------------ | ----------------------------------------------------------------------------------------- | ------------ |
| 60 m            | Trayvon Bromell · Egyesült Államok                                                       | 6,47 PB      | Asafa Powell · Jamaica                                                           | 6,50         | Ramon Gittens · Barbados                                                                  | 6,51 NR      |
| 400 m           | Pavel Maslák · Csehország                                                                | 45,44        | Abdelalelah Haroun · Katar                                                       | 45,59 SB     | Deon Lendore · Trinidad és Tobago                                                         | 46,17        |
| 800 m           | Boris Berian · Egyesült Államok                                                          | 1:45,83 SB   | Antoine Gakeme · Burundi                                                         | 1:46,65 SB   | Erik Sowinski · Egyesült Államok                                                          | 1:47,22      |
| 1500 m          | Matthew Centrowitz · Egyesült Államok                                                    | 3:44,22      | Jakub Holuša · Csehország                                                        | 3:44.30      | Nick Willis · Új-Zéland                                                                   | 3:44.37      |
| 3000 m          | Yomif Kejelcha · Etiópia                                                                 | 7:57,21      | Ryan Hill · Egyesült Államok                                                     | 7:57,39      | Augustine Kiprono Choge · Kenya                                                           | 7:57,43      |
| 60 m gát        | Omar McLeod · Jamaica                                                                    | 7,41 WL      | Pascal Martinot-Lagarde · Franciaország                                          | 7,46 SB      | Dimitri Bascou · Franciaország                                                            | 7,48         |
| 4 × 400 m váltó | Egyesült Államok · Kyle Clemons · Calvin Smith · Christopher Giesting · Vernon Norwood · | 3:02,45 WL   | Bahama-szigetek · Michael Mathieu · Alonzo Russell · Shavez Hart · Chris Brown · | 3:04,75 NR   | Trinidad és Tobago · Jarrin Solomon · Lalonde Gordon · Ade Alleyne-Forte · Deon Lendore · | 3:05,51 NR   |
| Magasugrás      | Gianmarco Tamberi · Olaszország                                                          | 2,36 m       | Robert Grabarz · Nagy-Britannia                                                  | 2,33 m SB    | Erik Kynard · Egyesült Államok                                                            | 2,33 m SB    |
| Rúdugrás        | Renaud Lavillenie · Franciaország                                                        | 6,02 m CR    | Sam Kendricks · Egyesült Államok                                                 | 5,80 m       | Piotr Lisek · Lengyelország                                                               | 5,75 m       |
| Távolugrás      | Marquis Dendy · Egyesült Államok                                                         | 8,26 m       | Fabrice Lapierre · Ausztrália                                                    | 8,25 m AR    | Changzhou Huang · Kína                                                                    | 8,21 m PB    |
| Hármasugrás     | Dong Bin · Kína                                                                          | 17,33 m      | Max Hess · Németország                                                           | 17,14 m PB   | Benjamin Compaoré · Franciaország                                                         | 17,09 m SB   |
| Súlylökés       | Tomas Walsh · Új-Zéland                                                                  | 21,78 m WL   | Andrei Gag · Románia                                                             | 20,89 m SB   | Filip Mihaljević · Horvátország                                                           | 20,87 m PB   |
| Hétpróba        | Ashton Eaton · Egyesült Államok                                                          | 6470 pont WL | Olekszij Kaszjanov · Ukrajna                                                     | 6182 pont SB | Mathias Brugger · Németország                                                             | 6126 pont PB |

### Női
| Versenyszám     | Arany                                                                                   | Arany        | Ezüst                                                                                     | Ezüst        | Bronz                                                                           | Bronz      |
| --------------- | --------------------------------------------------------------------------------------- | ------------ | ----------------------------------------------------------------------------------------- | ------------ | ------------------------------------------------------------------------------- | ---------- |
| 60 m            | Barbara Pierre · Egyesült Államok                                                       | 7,02         | Dafne Schippers · Hollandia                                                               | 7,04         | Elaine Thompson · Jamaica                                                       | 7,06       |
| 400 m           | Kemi Adekoya · Bahrein                                                                  | 51,45        | Ashley Spencer · Egyesült Államok                                                         | 51,72        | Quanera Hayes · Egyesült Államok                                                | 51,76      |
| 800 m           | Francine Niyonsaba · Burundi                                                            | 2:00,01 WL   | Ajee' Wilson · Egyesült Államok                                                           | 2:00,27      | Margaret Wambui · Kenya                                                         | 2:00,44 PB |
| 1500 m          | Sifan Hassan · Hollandia                                                                | 4:04,96      | Dawit Seyaum · Etiópia                                                                    | 4:05,30      | Gudaf Tsegay · Etiópia                                                          | 4:05,71    |
| 3000 m          | Genzebe Dibaba · Etiópia                                                                | 8:47,43      | Meseret Defar · Etiópia                                                                   | 8:54,26      | Shannon Rowbury · Egyesült Államok                                              | 8:55,55    |
| 60 m gát        | Nia Ali · Egyesült Államok                                                              | 7,80 SB      | Brianna Rollins · Egyesült Államok                                                        | 7,82         | Tiffany Porter · Nagy-Britannia                                                 | 7,90       |
| 4 × 400 m váltó | Egyesült Államok · Natasha Hastings · Quanera Hayes · Courtney Okolo · Ashley Spencer · | 3:26,38 WL   | Lengyelország · Ewelina Ptak · Małgorzata Hołub · Magdalena Gorzkowska · Justyna Święty · | 3:31,15 SB   | Románia · Adelina Pastor · Elena Mirela Lavric · Miklós Andrea · Bianca Răzor · | 3:31,51 SB |
| Magasugrás      | Vashti Cunningham · Egyesült Államok                                                    | 1,96 m       | Ruth Beitia · Spanyolország                                                               | 1,96 m       | Kamila Lićwinko · Lengyelország                                                 | 1,96 m     |
| Rúdugrás        | Jennifer Suhr · Egyesült Államok                                                        | 4,90 m CR    | Sandi Morris · Egyesült Államok                                                           | 4,85 m       | Katerína Sztefanídi · Görögország                                               | 4,80 m     |
| Távolugrás      | Brittney Reese · Egyesült Államok                                                       | 7,22 m WL    | Ivana Španović · Szerbia                                                                  | 7,07 m NR    | Lorraine Ugen · Nagy-Britannia                                                  | 6,93 m NR  |
| Hármasugrás     | Yulimar Rojas · Venezuela                                                               | 14,41 m      | Kristin Gierisch · Németország                                                            | 14,30 m      | Paraszkeví Papahrísztu · Görögország                                            | 14,15 m    |
| Súlylökés       | Michelle Carter · Egyesült Államok                                                      | 20,21 m WL   | Márton Anita · Magyarország                                                               | 19,33 m NR   | Valerie Adams · Új-Zéland                                                       | 19,25 m    |
| Ötpróba         | Brianne Theisen-Eaton · Kanada                                                          | 4881 pont AR | Alina Fjodorova · Ukrajna                                                                 | 4770 pont PB | Barbara Nwaba · Egyesült Államok                                                | 4661 pont  |

Ötpróbában az eredetileg ezüstérmes, ukrán Mohnyukot 2019-ben kizárták.

## Részt vevő nemzetek
- Afganisztán (1)
- Albánia (1)
- Amerikai Szamoa (1)
- Andorra (1)
- Antigua és Barbuda (4)
- Argentína (1)
- Örményország (1)
- Aruba (1)
- Ausztrália (8)
- Ausztria (1)
- Azerbajdzsán (1)
- Bahama-szigetek (11)
- Bahrein (1)
- Barbados (5)
- Fehéroroszország (7)
- Belgium (6)
- Belize (1)
- Benin (1)
- Brazília (10)
- Brit Virgin-szigetek (2)
- Bulgária (1)
- Burkina Faso (1)
- Burundi (2)
- Kanada (14)
- Kajmán-szigetek (1)
- Közép-afrikai Köztársaság (1)
- Chile (1)
- Kína (13)
- Tajvan (1)
- Comore-szigetek (1)
- Kongó (1)
- Cook-szigetek (1)
- Costa Rica (1)
- Horvátország (2)
- Kuba (3)
- Ciprus (1)
- Csehország (10)
- Kongói Demokratikus Köztársaság (1)
- Dánia (1)
- Dzsibuti (2)
- Dominikai Közösség (1)
- Dominikai Köztársaság (2)
- Ecuador (1)
- Egyiptom (1)
- Salvador (1)
- Észtország (2)
- Etiópia (14)
- Finnország (2)
- Franciaország (10)
- Francia Polinézia (1)
- Németország (14)
- Ghána (3)
- Nagy-Britannia (24)
- Görögország (6)
- Grenada (3)
- Guam (1)
- Guinea (1)
- Guyana (1)
- Haiti (1)
- Honduras (1)
- Hongkong (1)
- Magyarország (6)
- Izland (1)
- India (1)
- Indonézia (1)
- Irán (2)
- Irak (1)
- Írország (2)
- Olaszország (5)
- Elefántcsontpart (3)
- Jamaica (25)
- Japán (4)
- Jordánia (1)
- Kazahsztán (3)
- Kenya (12)
- Kiribati (1)
- Kuvait (2)
- Kirgizisztán (1)
- Lettország (1)
- Libanon (1)
- Libéria (1)
- Litvánia (1)
- Luxemburg (1)
- Makaó (1)
- Észak-Macedónia (1)
- Madagaszkár (1)
- Mali (1)
- Málta (1)
- Marshall-szigetek (1)
- Mauritius (1)
- Monaco (1)
- Mongólia (1)
- Montserrat (1)
- Marokkó (4)
- Namíbia (1)
- Hollandia (8)
- Új-Zéland (5)
- Nicaragua (1)
- Nigéria (18)
- Északi-Mariana-szigetek (1)
- Norvégia (1)
- Pakisztán (1)
- Palau (1)
- Palesztina (1)
- Panama (1)
- Pápua Új-Guinea (1)
- Paraguay (1)
- Peru (1)
- Fülöp-szigetek (1)
- Lengyelország (17)
- Portugália (4)
- Puerto Rico (1)
- Katar (3)
- Románia (12)
- Ruanda (1)
- Saint Kitts és Nevis (2)
- Saint Lucia (2)
- Szamoa (1)
- Szaúd-Arábia (2)
- Szenegál (1)
- Szerbia (1)
- Seychelle-szigetek (1)
- Sierra Leone (1)
- Szingapúr (1)
- Szlovákia (2)
- Szlovénia (3)
- Szomália (1)
- Dél-afrikai Köztársaság (7)
- Spanyolország (15)
- Srí Lanka (1)
- Szudán (1)
- Szváziföld (1)
- Svédország (8)
- Svájc (2)
- Tonga (1)
- Trinidad és Tobago (11)
- Törökország (3)
- Türkmenisztán (1)
- Turks- és Caicos-szigetek (1)
- Ukrajna (13)
- Egyesült Arab Emírségek (1)
- Egyesült Államok (68)
- Amerikai Virgin-szigetek (2)
- Uruguay (1)
- Venezuela (2)
- Zambia (2)
- Zimbabwe (1)

## A magyar sportolók eredményei
Magyarország a világbajnokságon hat sportolóval képviseltette magát és egy érmet szerzett.
Érmesek
| Érem  | Versenyző    | Versenyszám | Dátum       |
| ----- | ------------ | ----------- | ----------- |
| Ezüst | Márton Anita | súlylökés   | március 19. |